# Виолле-ле-Дюк, Эжен
Эжен Эмманюэль Виолле-ле-Дюк (фр. Eugène Emmanuel Viollet-le-Duc, 27 января 1814 — 17 сентября 1879) — французский архитектор, реставратор, искусствовед и историк архитектуры, идеолог неоготики, основоположник архитектурной реставрации.

## Биография
Родился в семье парижского чиновника, близкой к артистическим кругам: мать Эжена устраивала богемные салоны, дядя по матери — известный художник Этьен-Жан Делеклюз. В 1830 году, во время Июльской революции, Эжен Эмманюэль оказался на баррикадах, а затем отказался поступать в престижное училище изящных искусств, предпочитая практическую работу учеником в архитектурной мастерской Ашиля Леклера.
После поездки в Италию (1836—1837), в 1840 году принял предложение Проспера Мериме (в то время — государственного инспектора по историческим памятникам) заняться реставрацией средневекового романского аббатства св. Марии Магдалины в Везле. За этим последовали 40 лет активной реставраторской работы.
С 1853 года Виолле-ле-Дюк — генеральный инспектор церковных построек Франции. Как самостоятельный архитектор он спроектировал и построил три церкви в Каркассоне, Д’Эстре и Сен-Айян-сюр-Толон, а также памятник Наполеону и его братьям в Аяччо. В 1874 году Виолле-ле-Дюк был вынужден покинуть пост по обвинению в «вольнодумстве» и ушёл в политику, был избран в парижский муниципалитет.

## Научные работы и публицистика
Во время франко-прусской войны 1870—1871 гг. Виолле-ле-Дюк — военный инженер-подполковник действующей армии. Опираясь на военный опыт, он издал полемическую монографию «История одной крепости» (Histoire d’une Forteresse, 1874), в которой предложил военную стратегию будущей обороны Франции, опираясь на реальную историю крепости Рош-Понт. Военные теории Виолле-ле-Дюка непосредственно повлияли на подготовку оборонительных линий Франции перед обеими мировыми войнами.
Авторству Виолле-ле-Дюка принадлежат как монографии, описывающие отдельные памятники, так и фундаментальные 10-томный «Толковый словарь французской архитектуры XI—XVI века» (1854—1868), 6-томный «Толковый словарь французской утвари от Каролингов до Ренессанса» (1858—1875), двухтомник «Беседы об архитектуре» (1863—1872), а также популярные издания.
В конце жизни, в 1877 году, Виолле-ле-Дюк издал альбом-справочник «Русское искусство. Его источники, его составные элементы, его высшее развитие, его будущность». Он приходил в восторг от памятников русского шатрового зодчества, таких как Дьяковская церковь и храм в Путинках, и видел в них свидетельство «индо-татарского» влияния. Истоки владимиро-суздальских рельефов он искал в Персии. Такие легковесные сближения вызвали опровержение со стороны Фёдора Буслаева (статья «Русское искусство в оценке французского ученого», 1879).

## Методика реставрации
Виолле-ле-Дюк привнёс во французскую научную школу методику точного, археологического подхода к обмерам и описаниям предметов старины, однако его практический опыт реставрации был, по меньшей мере, спорным:
Реставрировать здание не значит подновлять его, ремонтировать или перестраивать; это значит — восстанавливать его завершённое состояние, какого оно могло и не иметь никогда до настоящего времени.
Такой подход вызывал противодействие противоположного лагеря «консерваторов», возглавляемых Джоном Рёскином, который упрекал Виолле-ле-Дюка в том, что после его реставрации «нельзя собрать даже обломков» настоящей старины. Крайний пример подхода Виолле-ле-Дюка — замок Пьерфон, в «реставрации» которого доминировала идея создания «идеального здания» средневекового стиля.
Идея творческого воссоздания средневековых памятников «по Виолле-ле-Дюку» прижилась во многих странах Европы; именно ей обязаны своим внешним видом многие сохранившиеся памятники — от замка Карлштейн до Успенского собора во Владимире-Волынском.
С точки зрения современной практики консервации зданий, реставрационный подход Виолле-ле-Дюка рассматривается как слишком свободный, субъективный и базирующийся на интерпретациях, однако некоторые архитектурные памятники могли бы быть утеряны без его участия в их восстановлении.

## Музей сравнительной скульптуры в Трокадеро
Эжен Виолле-ле-Дюк участвовал в планировании и организации Всемирной выставки в Париже 1878 года. Когда опустели выставочные залы дворца Трокадеро (Palais du Trocadéro), на правом берегу Сены, напротив Марсова поля и Эйфелевой башни, в которых размещалась часть французской экспозиции (позднее на этом месте построили «Дворец Шайо»), Виолле-ле-Дюк направил 11 июня 1879 года рапорт министру народного образования Жюлю Ферри с предложением использовать пустующее здание для экспозиции нового типа. Его предложение было принято 4 ноября 1879 года. 20 декабря организатором экспозиции и директором будущего музея был назначен выдающийся археолог и коллекционер Александр дю Соммерар, создатель Музея национальных древностей (Музея Клюни) (Musеe d'antiquitеs nationales).
Свою идею Виолле-ле-Дюк назвал «Музеем сравнительной скульптуры в Трокадеро» (Musée de sculpture comparée au Trocadéro). Она отчасти была подготовлена концепцией циклического развития искусства, изложенной в работе Анри Фосийона «Жизнь форм» (Vie des Formes, 1934). В основу экспозиции Виолле-ле-Дюк полагал не диахронный подход (размещение экспонатов в хронологической последовательности «вдоль оси времени»), а синхронный («поперечный срез» времени), с помощью которого сравнивают процессы и состояния, происходящие одновременно в разных местах либо разновременно на схожих этапах развития.
В преамбуле к своему докладу Виолле-ле-Дюк писал: «У тех народов, которые достигли высокого уровня развития цивилизации, искусство скульптуры подразделяется на три периода: подражание природе и более или менее достоверное и разумное её воспроизведение; архаическая эпоха, в которую искусство ставит себе целью отражение типов; эпоха эмансипации и поиска правдивости в деталях, совершенствование способов наблюдения и исполнения. Не у всех народов можно наблюдать все указанные фазы. Одни проходят все три фазы, другие — лишь две первые, не выходя за пределы сакрального искусства. Так было у большинства народов Востока, у древних египтян и византийцев. Но какую бы из цивилизаций мы ни взяли, везде развитие скульптуры в рамках каждого из упомянутых периодов удивительно сходно. Так, весьма много общего между так называемым эгинетическим, или архаическим, периодом греческого искусства и архаическим искусством Франции XII века. Точно также весьма интересно констатировать аналогии между развитием искусства скульптуры в Древней Греции (начиная со времён Перикла) и во Франции (начиная с XIII века). Таким образом, если продуманно соединить муляжи, сделанные с египетских скульптур собственно архаического периода (то есть созданных между шестой и восемнадцатой династиями), или же муляжи греческих скульптур времени архаики, а также французских статуй XII века, подобное сопоставление позволяет убедиться в том, что все три указанные стадии в развитии искусства, столь удалённые одна от другой во времени и с точки зрения общественных условий, основываются на одном и том же принципе и приводят к более или менее сходным результатам».
Далее Виолле-ле-Дюк прилагал подробные планы всех залов будущего музея. В одном зале он предлагал поместить гипсовые слепки (фр. moulages) сакральной греческой скульптуры и статуи Королевского портала Шартрского собора, в другом — классические скульптуры времени Фидия и Франции XIII—XIV веков. По его мнению, должно возникнуть ощущение, что эти произведения «принадлежат к одной и той же школе с точки зрения интерпретации природы» и зрителям «можно было бы дать полное представление о французской скульптуре». Далее Виолле-ле-Дюк развивал свои идеи на примере скульптуры Фландрии, Бургундии, средневековой Германии.
Архитектор не увидел своего музея, который был создан вскоре после его кончины в ноябре 1879 года. Первые четыре зала открыли для публики 28 мая 1882 года, ещё три в 1886 году. Однако Музей сравнительной скульптуры просуществовал недолго — не все смогли оценить оригинальность замысла. Он был закрыт из-за нехватки бюджета. Парижская Всемирная выставка 1937 года послужила поводом для того, чтобы ликвидировать Дворец Трокадеро. На его месте по проекту архитекторов Л. Буало, Ж. Карлю и Л. Азема возвели Дворец Шайо, который полукругом охватил сады Трокадеро.
В новом дворце разместились несколько музеев: Музей человека, Музей флота. Левое крыло занимает Музей национальных памятников Франции. В нём за последние 130 лет собраны тысячи полноразмерных гипсовых слепков, многие происходят из Музея сравнительной скульптуры Виолле-ле-Дюка. Однако в целом экспозиция музея, в которой находятся шедевры французского средневекового искусства, построена традиционно и не отражает концепции прогрессивного развития искусства.

## Основные реализованные реставрационные проекты
- Собор Парижской Богоматери
- Коллегиальная церковь Богоматери[фр.] в Семюр-ан-Осуа (1841—1865, совместно с Лассю),
- Аббатство Сен-Дени (1846—1879),
- Сент-Шапель (c 1840),
- Амьенский собор (1850—1859),
- цитадель Каркассона,
- замок Куси (1856—1866),
- замок Пьерфон,
- Венсенский замок
- Аббатство Везле
- Замок Браунфельс

## Переводы сочинений
- Русское искусство. Его источники, его составные элементы, его высшее развитие, его будущность. — М.: Изд-во Художественно-промышленного Музеума, 1879.
- Беседы об архитектуре: В 2-х тт. / Пер. с франц. А. А. Сапожниковой под ред. А. Г. Габричевского. — М.: Изд-во Всесоюзной академии архитектуры, 1937—1938.
- Жизнь и развлечения в средние века. — СПб.: Евразия, 2003. — 384 с. — ISBN 978-5-8071-0258-4.
- Крепости и осадные орудия. Средства ведения войны в Средние века. — М.: ЗАО «Центрполиграф», 2007. — 255 с. — ISBN 978-5-9524-2980-2.
- Энциклопедия готической архитектуры. — М.: Эксмо; Наше слово, 2012. — 512 с. — ISBN 978-5-699-60674-0.